# Ардатов (посёлок, Мордовия)
Ардатов — посёлок станции в Ардатовском районе Мордовии. Административный центр и единственный населённый пункт Ардатовского сельского поселения.

## История
Возник в 1893 году в связи со строительством одноимённой железнодорожной станции Московско-Казанской железной дороги. Назван по близлежащему городу.

## Население
| 2002 | 2010 | 2012 | 2013 | 2014 | 2015 | 2016 |
| ---- | ---- | ---- | ---- | ---- | ---- | ---- |
| 662  | ↘628 | ↘612 | ↗616 | ↘608 | ↘590 | ↘589 |
| 2017 | 2018 | 2019 | 2020 | 2021 |      |      |
| ↘574 | ↘571 | ↘567 | ↘560 | ↘558 |      |      |